# San Ruffino (Casciana Terme Lari)
San Ruffino (già Sanroffino di Lari) è una frazione del comune italiano sparso di Casciana Terme Lari, nella provincia di Pisa, in Toscana.

## Geografia fisica
Il borgo sorge sopra una collina tufacea lungo la riva sinistra del fiume Cascina, tra i paesi di Lari e Casciana Alta. Dista circa 3 km dal capoluogo comunale e poco più di 35 km da Pisa.

## Storia
Il territorio di San Ruffino risulta essere già abitato in epoca etrusca, come dimostra il ritrovamento di una necropoli, ma è a partire dal periodo alto-medievale che si viene a formare il borgo vero e proprio, quando nel 1260 è già attestata la presenza di una chiesa dedicata a San Lorenzo. Il 10 febbraio 1406 il paese si sottomise alla Repubblica di Firenze, ricevendo alcuni privilegi economici in cambio di una simbolica offerta annuale di un cero il giorno della festa di San Giovanni Battista a Firenze. La frazione nel 1833 contava 307 abitanti.
Dopo essere stata per anni frazione di Lari, il 1º gennaio 2014 confluisce nel nuovo comune di Casciana Terme Lari.

## Monumenti e luoghi d'interesse
- Chiesa di San Lorenzo Martire, antica chiesa parrocchiale di San Ruffino, è oggi inserita nel territorio della parrocchia di Cevoli.[4] Risulta citata nell'elenco delle chiese della diocesi di Lucca del 1206.

- Villa Norci, grande villa padronale situata al centro del paese.[5]

- Necropoli di San Ruffino, rinvenuta nel 1860, i reperti qui rinvenuti sono oggi esposti a Livorno.[5]